# Okada Tamechika

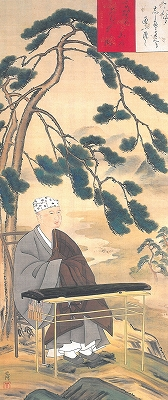
Priester Kogaku
(古岳上人)

Okada Tamechika (japanisch 岡田 為恭, auch Reizei Tamechika (冷泉　為恭), eigentlich Kanō Shinzō (狩野 晋三); geb. 20. Oktober 1823; gest. 8. Juni 1864) war ein Maler der späten Edo-Zeit und ein Wiederbeleber des Yamato-e.

## Leben
Okada wurde als dritter Sohn des Malers Kanō Eitai (狩野永泰) geboren. Unzufrieden mit dem Stil der Kanō-Schule knüpfte er an das Yamato-e an, allerdings nicht an die Art, wie sie in der Tosa- und Sumiyoshi-Schule seiner Zeit gelehrt wurde. Er befasste sich, angeregt durch Ukita Ikkei (浮田一ケイ; 1795–1859), vielmehr mit dem Yamato-e der Heian- und Kamakura-Zeit, sammelte Beispiele und erforschte die alte Malweise. Unter den Namen Reizei (冷泉) beziehungsweise Fujiwara (藤原) produzierte Tamechika Bilder mit traditionellen Themen und in alter Technik. Später wurde er von dem Hof-Adeligen Okada, Dewa no Kami, adoptiert und signierte nun mit Okada oder Sugawara (菅原). Dabei malte er verstärkt in der Art des klassischen Yamato-e.
Okada interessierte sich besonders für den Maler aus der frühen Kamakura-Zeit Fujiwara no Nobuzane (藤原信実, 1176/77–1265?) und fertigte Kopien von dessen Porträt von Minamoto no Yoritomo im Tempel Jingo-ji (神護寺), auch von anderen Porträts, von der „Illustrierten Geschichte des Priesters Hōnen“ (法然上人絵伝, Hōnen shōnin eden) und dem „Bericht zu den Wundern des Kasuga Gongen“ (春日権現験記). 
Seine späteren Arbeiten, wie die Schiebetüren-Bilder (fusuma-e) im Tempel Daiju-ji (大樹寺) in der Stadt Okazaki zeigen klassische Themen, aber nun in einem individuellen frischen Stil moderner gestaltet. Tamechika malte auch eine Reihe Bilder mit buddhistischen Themen, das wohl auf Grund seiner Freundschaft mit Priester Gankai.    
Die wiederbelebte Yamatoe-Richtung (復古大和絵, Fukko Yamato-e), die mit Tanaka Totsugen (田中訥言; 1767–1823) begonnen hatte, setzte sich für das Kaiserhaus ein. Dann war es Tamechika, der den größten Beitrag lieferte. Aber seine Kontakte zur Sakai-Familie, die in Kyōto die Vertreter vor Ort (所司代, shoshidai) des Shogunats am kaiserlichen Hof fungierte, wurde von kaisertreuen Samurai missverstanden, so dass er in den Untergrund gehen musste. Er floh zum Kokawa-dera in der Provinz Kii, nach Sakai und anderen Orten und nannte sich priesterlich Shinrenbō Kōa, wurde aber schließlich im Alter von 42 Jahren ermordet.
Tamechikas Werk ist vielfältig. Neben den erwähnten Werken sind zu nennen: „Gartenfest zu Neujahr“ (年の日の遊び図, Nen no hi no asobi), „Pilze sammeln“ (茸狩り, Kinoko-gari) im Daiju-ji, „Die große Hungersnot in der Tempō-Zeit“ (天保施米図巻, Tempō semai zukan). Dazu kommen buddhistische Bilder wie Butchō sonchō darani shimmei butsu kōson mandara-zu und „Amida, der über die Berge kommt“ (山越阿弥陀如来, Yamagoshi Amida nyorai). Die  beiden letztgenannten Werke befinde sich im Ōkura Shūkokan.